# 우산 운동

우산 운동의 아이콘

우산 운동(중국어 정체자: 雨傘運動, 한어 병음: Yǔsǎn Yùndòng, 월병: Jyu5saan3 Wan6dung6, 광둥어 예일: Yúhsaan Wahnduhng, 영어: Umbrella Movement)은 2014년 홍콩 시위 기간에 벌어진 정치운동이다. 2014년 8월 31일 전국인민대표대회 상무위원회가 홍콩 행정장관 선거의 후보자를 사전 심사하여 채택하는 방식으로 한다고 결정하면서 촉발되었다. 시위 기간 동안 홍콩 경찰의 최루탄 진압에 맞서 우산을 방패 도구로 삼으면서 우산이 저항의 상징이 되었고, 여기서 '우산 운동'이라는 이름이 붙여졌다.
우산 운동은 2014년 9월 26일에 시작된 여러 저항시위에 나선 수천 명의 참가자 개개인이 모여 결성한 운동이다. 이와는 별개로 학민사조, 홍콩학생연맹, 사랑과 평화의 중완 점령 같은 단체들이 상무위 폐지 요구운동을 주도적으로 지휘하였다. 2014년 시위가 시작된 이후, 우산 운동의 지휘자들은 반대파들로부터 "오랫 동안 표적이 되었던 중국 본토의 운동가와 그 가족들과 놀랄 정도로 똑같다"는 비난을 받았으며 시위에 나선 혐의로 기소 혹은 구금되기도 했다.

## 명칭
우산 혁명 (Umbrella Revolution)이라는 이름은 2014년 9월 26일 애덤 코튼의 트윗에서 경찰의 최루스프레이를 막기 위해 시위대가 우산을 활용하고 있다는 점을 들어 처음 만들어낸 명칭이며, 9월 28일자 <인디펜던트>에서 당일 시위대를 향해 경찰이 최루가스를 분사하였다고 보도하는 어느 기사에 이름을 올린 이후 빠르게 쓰이기 시작하였다. 그러나 정작 중완 점거 시위의 일부 주도자와 지지자들은 우산 혁명이라는 명칭을 거부하였는데, '혁명'이라는 어감은 정부 당국을 폭력으로 타도하자고 옹호하는 운동으로 잘못 비춰질 수 있다는 이유에서였다. 이들은 본 운동은 색깔 혁명이 아닌 자유롭고 공정한 선거를 요구하는 '운동'이며, '우산 운동' (Umbrella Movement)이란 말을 대신 써 달라는 입장을 표명하였다.
어느 지도 세력이나 공식 단체를 두고 있지 않기 때문에 시위 참여자 사이에서는 때애 따라 우산 혁명과 우산 운동이라는 말을 모두 사용하였다. 다만 열혈공민 같은 단체에서는 평화 시위 그 이상의 것임을 선전할 때에는 '우산 운동'이라는 명칭을 사용하지 않는 쪽을 선호하였다.

## 정치운동

### 캠퍼스 점거 시위
홍콩의 거의 모든 대학생들이 2014년 홍콩 동맹휴학에 참여하였으며, '우산 운동' 역시 적극 지지하였다. 중등학교 역시 다수의 학교에서 정치개혁 관련단체를 설립하였다. 뿐만 아니라 라이언락에 '나는 참된 보통 선거를 원한다'라는 구호가 쓰인 거대한 현수막이 내걸린 이후로는 홍콩대학, 홍콩중문대학, 홍콩과기대학, 홍콩공개대학, 홍콩침례대학, 링안 대학, 홍콩성시대학 외 홍콩의 각 대학과 킹스 칼리지, 퀸스 칼리지, 성모성심 칼리지, 세인트 폴 칼리지를 비롯한 중등학교에서 라이언락 현수막을 따라 내걸기도 하였다.

### 홍콩 시내 점거 시위
10월 23일 등산동호회 '스파이더맨'과 그 동행자들이 라이언락 정상에서 '나는 참된 보통 선거를 원한다 (我要真普選)'는 거대 현수막을 내걸어 홍콩 사회에 큰 반향을 일으켰다. 현수막 자체는 당국에 의해 다음날 철거되었지만, 철거 이후부터 시민들은 '하나를 철거하면 열을 건다'는 운동을 펼치며 홍콩의 여러 산과 섬에 '나는 참된 보통 선거를 원한다' 현수막을 내걸었다. 그 대상은 타이모 산, 데블스 피크, 타이퉁 산, 캐슬 피크, 빅토리아 피크, 가우룽 피크, 둥핑차우 섬 등으로 다양했다. 한편으로 라이언락도 한차례에 그치지 않고 수차례 시위대에게 점거되면서 '나는 참된 보통 선거를 원한다'는 현수막이 다시 내걸렸다. 그와 더불어 9월 30일부터 10월 2일까지 성수이 역 (9월 30일) 일대, 삼서이보, 과이싱둥, 다이와이, 튄문, 차이완, 군통 등 홍콩 각지에서 점거 시위가 이뤄졌다.
한편 중국 주하이에 위치한 마카오 대학교의 신캠퍼스에서도 홍콩 거리 점거 시위의 영향으로 우산 운동의 현수막과 비슷한 '마카오도 참된 보통 선거를 원한다'라고 쓰여진 현수막이 내걸리기도 했다.

### 국내외의 시위 연대

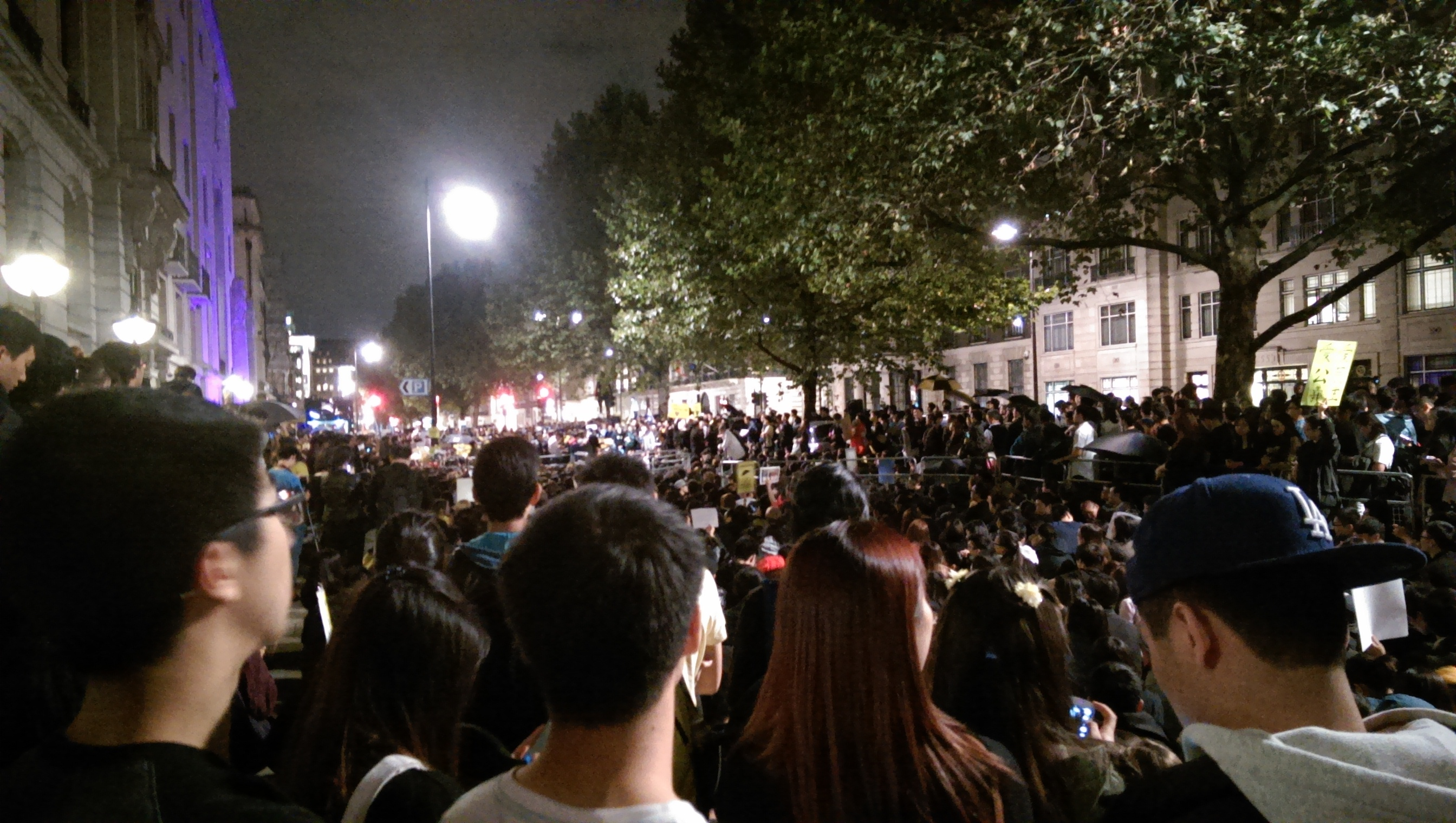
2014년 10월 1일 홍콩 시위를 지지하기 위해 영국 주재 중국 대사관에 모인 시위대

홍콩 내부에서뿐만 아니라 전세계 64개 도시에서 시위를 지지하기 위한 모임이 홍콩 통상대표부 내지는 중국 대사관 앞에서 진행되었다. 영국 런던의 중국 대사관 앞에서 진행된 시위에서는 3,000명이 참여하였다. 오스트레일리아 정부 청원에는 500명이, 백악관 청원에는 183,000명이 넘는 누리꾼이 서명하기도 하였다. 타이완 타이베이에서는 현지인들이 연대시위를 조직하여 홍콩 경제무역대표부 앞에서 타이완 경찰과 대치를 벌이기도 했다. 10월 1일에는 타이베이 자유광장에 10,000명이 넘는 시민들이 모여 홍콩시위를 지지하였다. 11월 16일 동아시안컵 예선전의 홍콩 대 타이완 경기에서는 타이완 축구팬들이 노란 우산을 들고 시위 지지의 뜻을 보냈다. 중화인민공화국 국가가 울려퍼질 때에는 홍콩 노래 <해활천공>을 열창하였다. 싱가포르에서도 10월 1일 홍림 파크에서 수백 명의 시민이 모여 촛불집회를 진행, 중완 점거시위자들에 대한 지지를 보냈다. 2014년 G20 브리즈번 정상회담이 열리던 오스트레일리아에서는 G20 회담장 바깥의 사우스뱅크 파클랜드 선코프 광장에서 홍콩 유학생 앨빈 쳉과 너도 와이가 우산혁명 4시간 릴레이 지지시위를 시작하였다. 둘 뿐만 아니라 홍콩, 타이완, 중국 본토의 유학생 다수가 릴레이 시위에 동참하였다. 며칠 후에는 너도가 시진핑 당서기가 머물 예정인 호텔 외부에서 '홍콩 우산혁명을 지지한다'는 현수막을 펼친 채 단식투쟁을 시작하였다. 하지만 G20 경비구역 내라는 이유로 쫓겨났으며, 오스트레일리아 언론들은 민주주의 파괴라는 의문을 제기하였다.

## 진행

### 점거 시위
점거 시위가 진행된 지역은 다음과 같다.
- 중완 (애드미럴티) - 9월 26일 ~ 12월 11일
- 코즈웨이베이 - 9월 28일 ~ 12월 15일
- 웡곡 (몽콕) - 9월 28일 ~ 11월 27일
- 짐사저이 (침사추이) - 10월 1일 ~ 3일

### 사건
우산 운동의 진행 과정에서 벌어진 사건들은 점거 시위와 밀접한 연관이 있었다. 주요 사건으로는 다음과 같다.
- 2014년 홍콩 동맹휴학 운동 (9월 22일 ~ 26일)
- '시민광장' 되찾기 행동 (9월 26일 - 27일)
- '중완을 점령하라' 운동 공식 개시 (9월 28일 ~ 12월 3일)
- 최루가스 살포에 대한 '9월 28일' 행동 (9월 28일 ~ 29일)
- 웡곡 해산정리 작전 (9월 25일 ~ 27일)
- 홍콩 정부청사를 둘러싼 '체제 지지, 민주투쟁 서약' 작전 (11월 30일 ~ 12월 1일)
- 중완 정리작전 (12월 11일)
- 코즈웨이베이 정리작전 (12월 15일)

## 같이 보기
- 해바라기 학생 운동